# Sandnejlika
Sandnejlika (Dianthus arenarius) L. ingår i nejliksläktet och tillhör familjen nejlikväxter.

## Beskrivning
Denna växt är upp till 20 centimeter hög. Blommorna är stora och vita med fransade kronblad. Blomningstiden är från juni till september.
Bladen är grågröna, mycket smala samt trenerviga.
Sandnejlika är mycket sällsynt och därför fridlyst. Rödlistad som starkt hotad och omfattas av EU:s habitatdirektiv.
Kromosomtal 2n = 60.

## Habitat
I Sverige finns en underart av sandnejlika och numera endast i Skåne. Den kallas skånsk sandnejlika och stor sandnejlika. Tidigare har den förekommit även i Blekinge och södra Halland.

## Bilder

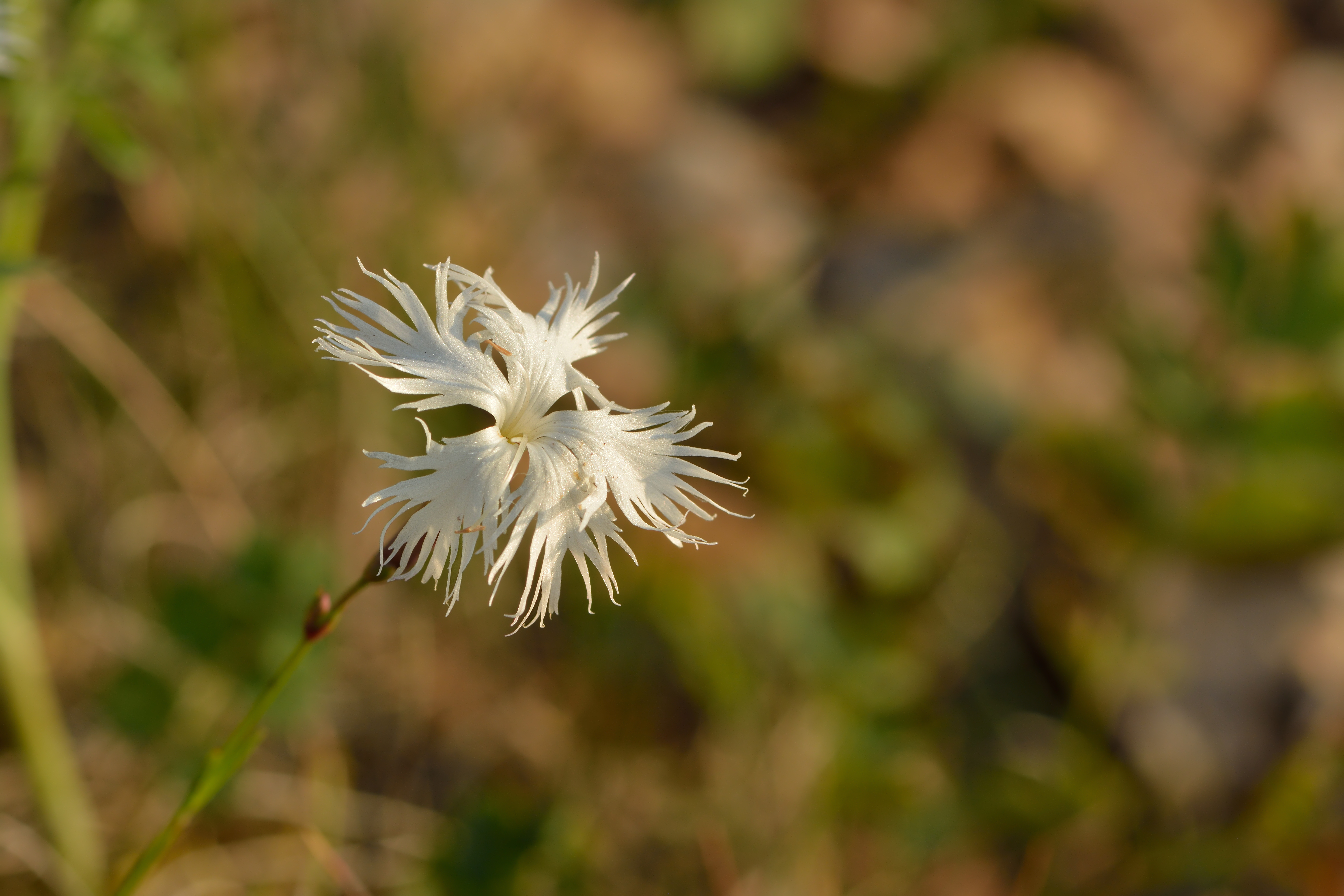
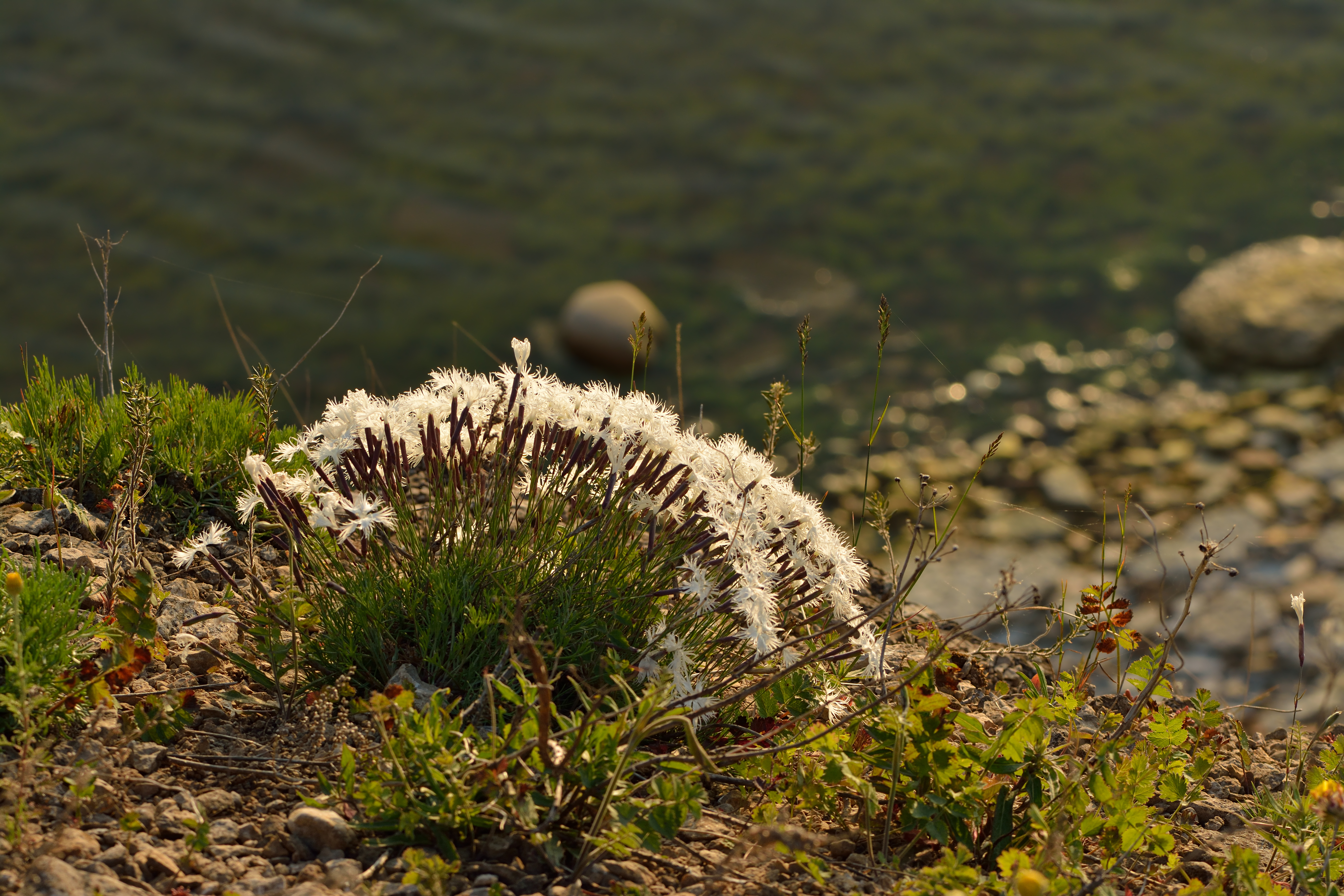
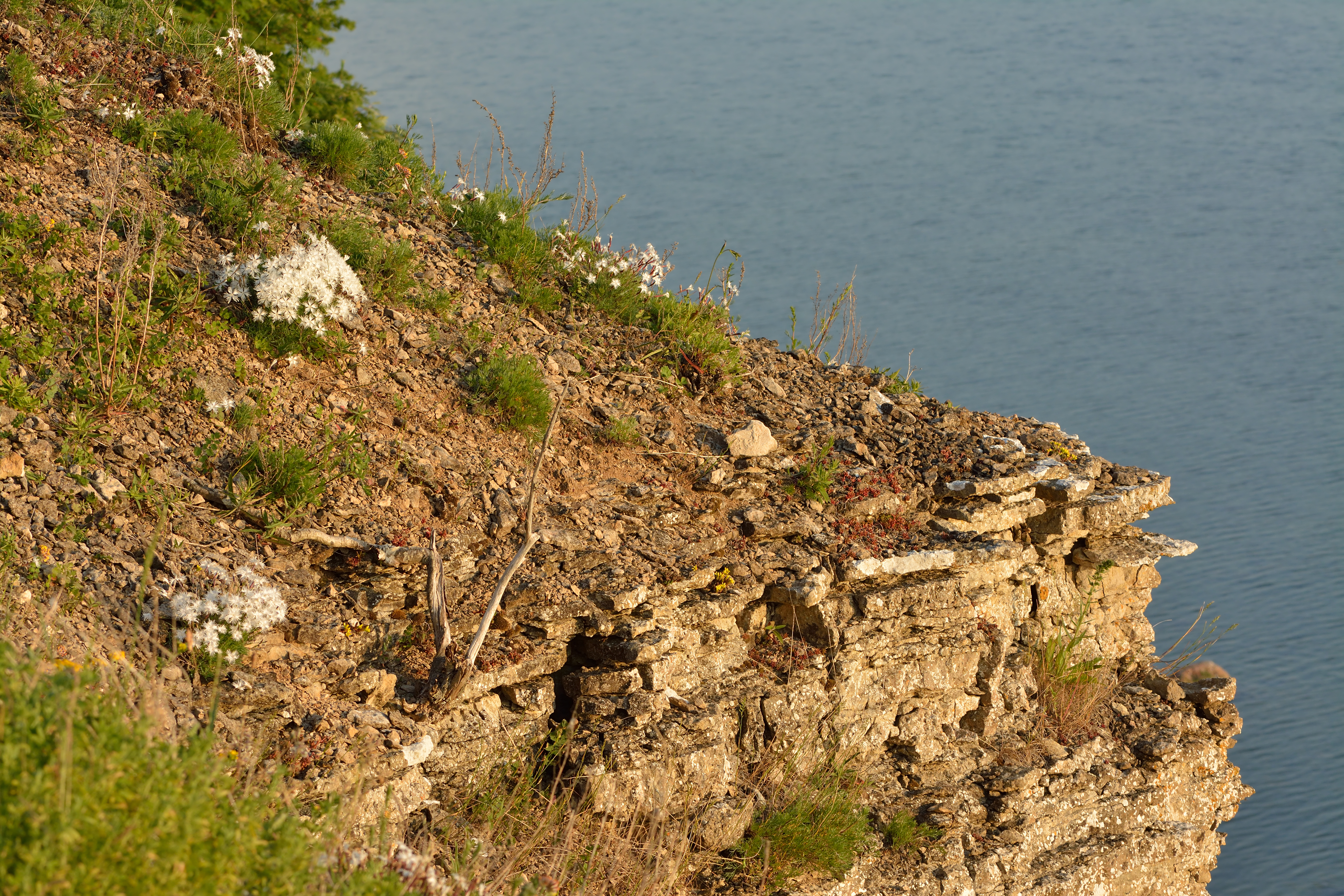
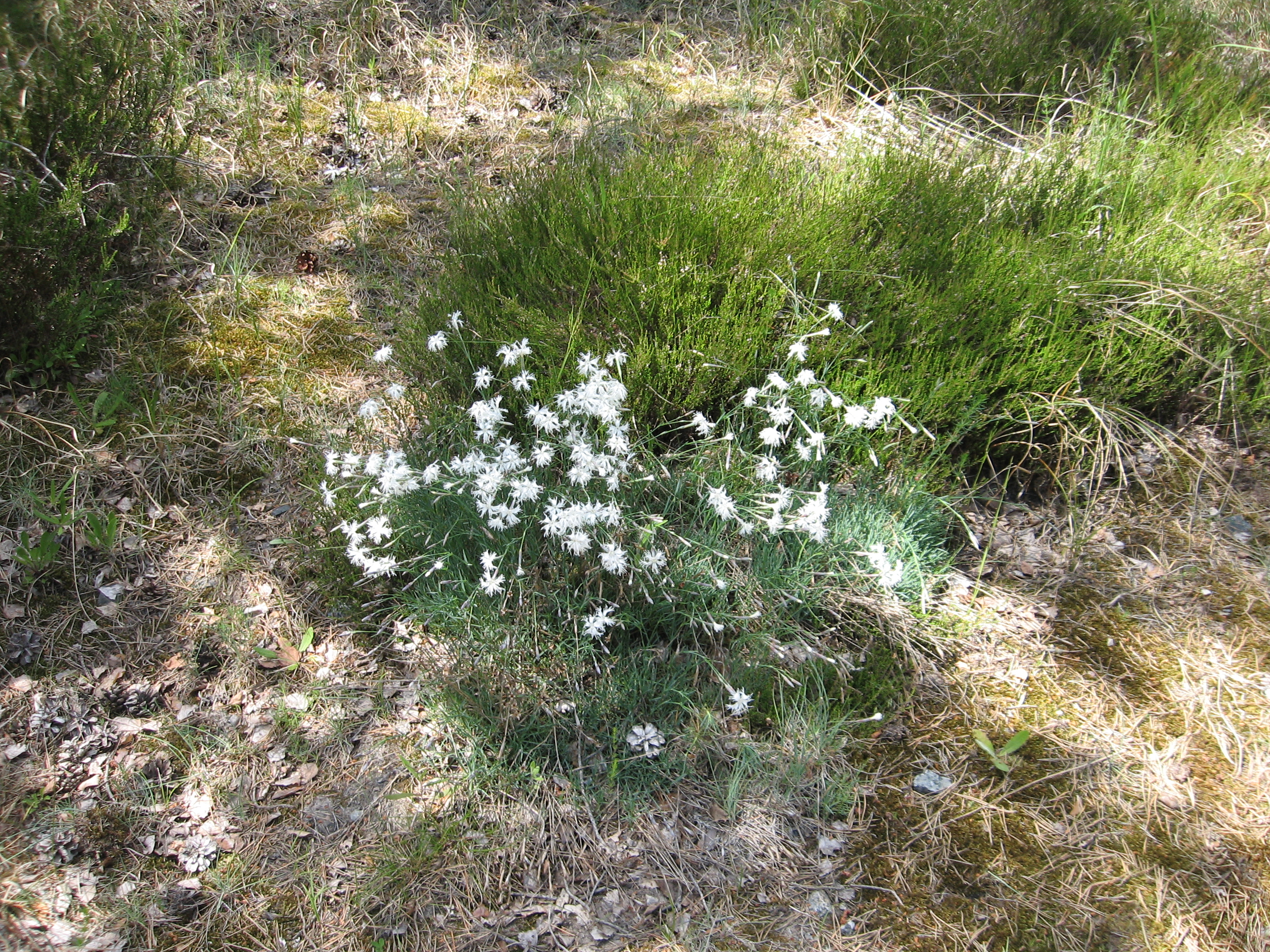

## Biotop
Sandhedar och torrbackar.